# Liborius Wagner

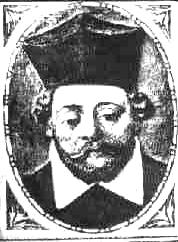
Liborius Wagner
Kupferstich von Rudolf Meyer (1605–1638)

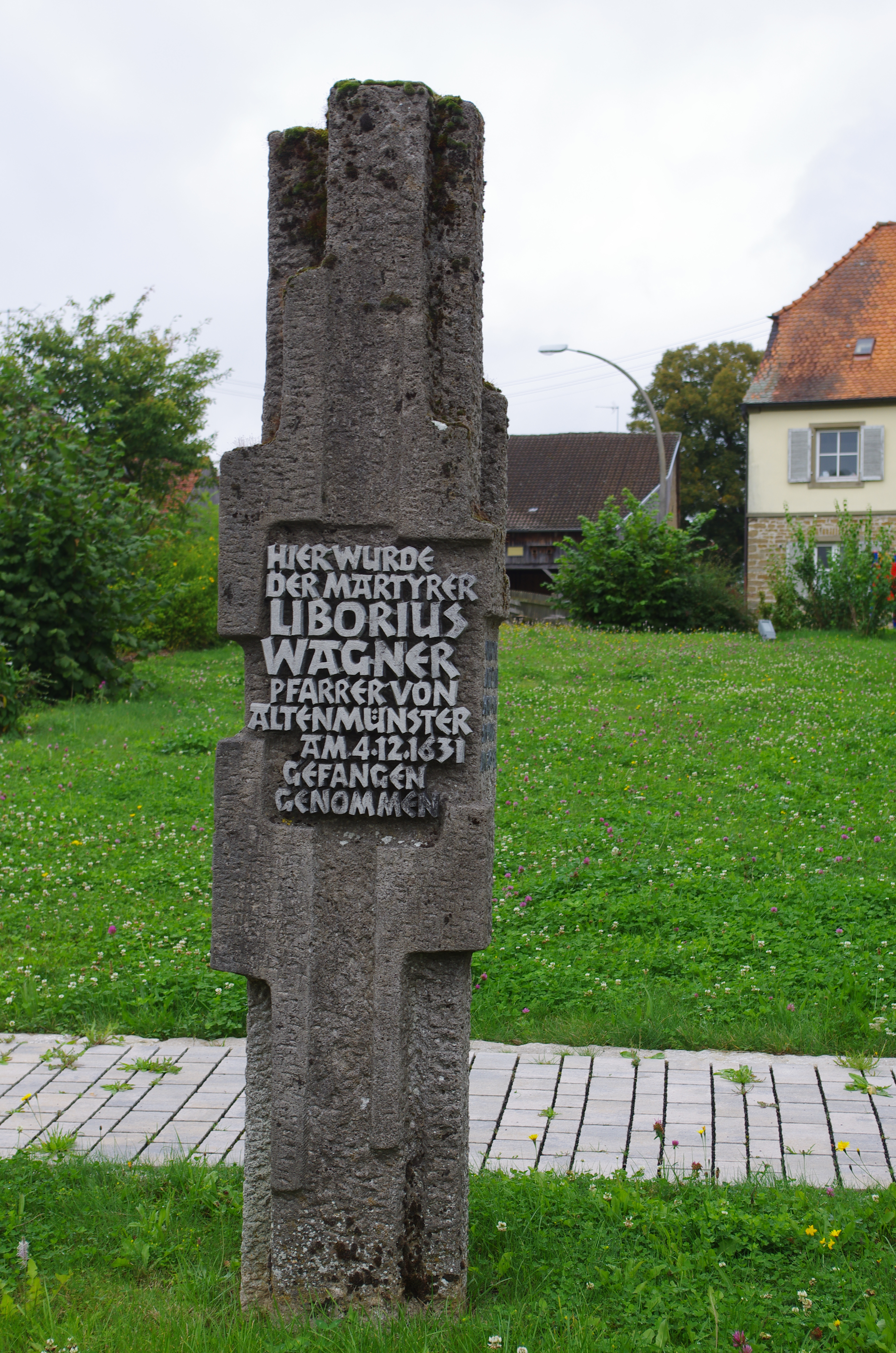
An seine Gefangennahme erinnernde Stele vor der Kirche Reichmannshausen, errichtet anlässlich seiner Seligsprechung.

Liborius Wagner (* 5. Dezember 1593 in Mühlhausen in Thüringen; † 9. Dezember 1631 in Schonungen) war ein katholischer Priester und Märtyrer. Er wurde am 24. März 1974 seliggesprochen.

## Leben
Liborius Wagner wuchs wenige Jahrzehnte nach der Reformation im thüringischen Mühlhausen in einem streng protestantischen Elternhaus auf. Nachdem er zwischen 1613 und 1619 in Leipzig, Gotha und Straßburg die Freien Künste studiert und den Magistergrad erlangt hatte, kam er zurück in seine Heimatstadt und bewarb sich dort erfolglos um eine Lehrerstelle. Schließlich ging er 1622 nach Würzburg, wo er ein Studium der katholischen Theologie an der vom Gegenreformator Julius Echter wiedergegründeten Universität Würzburg begann. Er konvertierte zum katholischen Glauben und wurde 1625, im Alter von 32 Jahren, zum Priester geweiht. Nach knapp einjähriger Kaplanszeit in Hardheim im Odenwald erhielt er 1626 die Pfarrstelle in Altenmünster bei Schweinfurt, die damals der Benediktinerabtei Neustadt am Main unterstand, mit der Filialkirche Sulzdorf.
Wagner bemühte sich, in einer Zeit, in der es selten religiöse Toleranz gab, um den Ausgleich der Konfessionen. Philipp Albrecht Truchseß von Wetzhausen auf Sternberg bestimmte als Dorfherr der Gemeinde die Einwohner von Altenmünster zum protestantischen Glauben. Nur wenige Dienstboten konnten katholisch bleiben. In Sulzdorf dagegen lebten fast nur Katholiken. Für Konflikte sorgte der Umstand, dass sich nach weltlichem Recht auch die evangelischen Dorfbewohner von Wagner taufen, trauen und beerdigen lassen mussten, er aber nach Kirchenrecht Andersgläubige nicht in geweihter Erde begraben durfte. Die protestantischen Bauern, über derartige Verhältnisse aufgebracht, begegneten dem Priester mit Feindseligkeit. Wagner befand sich in einem Zwiespalt, da er einerseits seinem Bischof Gehorsam schuldig war und seinen katholischen Glauben weitergeben wollte, andererseits aber auch Verständnis für die evangelischen Gemeindemitglieder hatte.
Im Jahre 1631, während des Dreißigjährigen Krieges, rückte die Armee des schwedischen Königs Gustav Adolf nach Mainfranken ein. Wagner flüchtete daraufhin in den Nachbarort Reichmannshausen, wo er sich im dortigen Schulhaus versteckte. Protestantische Soldaten spürten ihn auf, als er Gegenstände aus seinem Pfarrhaus holen ließ. Er wurde gefangen genommen und nach Burg Mainberg bei Schonungen gebracht. Dort wurde ihm vor allem vorgeworfen, dem protestantischen Glauben abtrünnig geworden zu sein, und man versuchte, ihn zum Abfall vom katholischen Glauben zu zwingen. Wagner weigerte sich standhaft. Auf die Frage, ob er noch katholisch sei, antwortete er immer wieder: Ich lebe, leide und sterbe päpstlich-katholisch. Nach fünf Tagen Folter starb er am 9. Dezember 1631 als Märtyrer. Seinen Leichnam warf man nackt in den Main, wo er erst nach mehreren Monaten von Fischern geborgen wurde.
Als der Katholizismus in Franken nach der Niederlage Schwedens im Jahre 1634 wieder erstarkte, gelangte Wagner rasch in den Ruf, ein Märtyrer zu sein. Seine Gebeine, die bereits im 17. Jahrhundert als Reliquien verehrt werden, ruhen heute in der Pfarrkirche von Heidenfeld im Landkreis Schweinfurt. Auch der Altar der Kirche Communio Sanctorum in Leinach enthält eine Reliquie Wagners.
Die älteste Lebensbeschreibung (um 1661) geht auf den zeitgenössischen Jesuiten Philipp Kisel (1609–1691) zurück.

## Seligsprechung
Liborius Wagner wurde am 24. März 1974 von Papst Paul VI. seliggesprochen. Er, der selige Liborius, ist ein Beispiel, ist ein Märtyrer, den wir freilich nicht feiern wollen als eine „gezielte Glaubenskundgebung“, nämlich um aus seinem Martyrium einen Grund zur Polemik und zur Anklage zu machen, wohl aber als ein Zeugnis des Beispiels für alle und der Einladung zur Versöhnung und zum Geiste der Brüderlichkeit. (Papst Paul VI. bei der Seligsprechung). Zu Wagners Ehren fand vom 26. bis 28. April 1974 im Würzburger Dom ein feierliches Triduum statt, zu dessen Abschluss der Bischof Josef Stangl Liborius Wagner zitierte: „Ob Gottes Geist mich hierher oder dorthin führt, ich bin bereit“.

## Darstellung und Gedenktag
Liborius Wagner wird dargestellt in Priesterkleidung, mit Palme, Schwert und Dolch.
Sein Gedenktag wird am 9. Dezember begangen.